# Long Island Iced Tea
O Long Island Iced Tea é um tipo de Coquetel alcoólico normalmente preparado com vodka, tequila, rum claro, triple sec, gin, e um toque de refrigerante de cola, que dá ao preparado a mesma coloração da bebida que lhe empresta o nome. Uma versão popular mistura partes iguais de vodka, gin, rum, triple sec, com 1+1⁄2 partes de sour e um toque de  refrigerante de cola. Por fim, é decorado com limão e canudo, após ser gentilmente misturado com uma colher de drink.
A maior parte das variações usa partes iguais das bebidas principais, mas incluem um porção menor de triple sec (ou outro alcoólico com sabor de laranja). Variações mais próximas regularmente substituem o sour por suco de limão, o refrigerante de cola por sua versão diet ou pelo próprio chá gelado, ou adicionam creme de menta. A maior parte das receitas não inclui qualquer chá.
O drink possui uma concentração de álcool muito maior (aproximadamente 22 por cento) que a maioria dos drinks de copo highball (alto) graças a relativamente baixa quantidade de ingredientes não alcoólicos.

## Modificações
- Pappa Bare's Iced Tea
- Long Beach Iced Tea
- Adios Motherfucker
- Tokyo Tea
- California Iced Tea
- Hawaiian Iced Tea
- Miami Iced Tea
- Caribbean Iced Tea
- Texas Iced Tea
- Georgia Iced Tea
- The Hamptons Iced Tea
- Margit Island Iced Tea
- Roadhouse Iced Tea
- Pilsen Iced Tea
- Long Island Sloe Tea
- Grateful Dead
- Wrong Island Iced Tea

## Historia
O Long Island Iced Tea, foi servido pela primeira vez em 1970, pelo bartender Robert Butt, no bar de Oak Beach Inn.